# Langues arafundi
Les langues arafundi sont une famille de langues papoues parlées en Papouasie-Nouvelle-Guinée dans la province de Sepik oriental.

## Classification
Ross (2005) inclut l'arafundi dans sa comparaison des langues lower sepik-ramu. Hammarström classe les langues arafundi comme une famille de langues indépendantes.

## Liste des langues
Les trois langues arafundi sont :
- andai
- nanubae
- tapei